# Afoxolaner
Afoxolaner (DCI) es un insecticida y acaricida utilizado en perros. Indicaciones de uso, especificando las especies de destino.
Tratamiento de las infestaciones por pulgas en perros (Ctenocephalides felis y C. canis) durante al 
menos 5 semanas. El medicamento veterinario puede utilizarse como parte de la estrategia de 
tratamiento para el control de la dermatitis alérgica por pulgas (DAP).
Tratamiento de las infestaciones por garrapatas en perros (Dermacentor reticulatus, Ixodes ricinus, 
Rhipicephalus sanguineus). Un tratamiento mata las garrapatas durante al menos un mes.
Las pulgas y las garrapatas deben adherirse al huésped y comenzar a alimentarse para quedar
expuestas a la sustancia activa. En el caso de las pulgas (C. felis), el efecto se inicia a las 8 horas de la 
adhesión. En el caso de las garrapatas, el efecto (muerte) se inicia a las 48 horas de la adhesión. indicado para el tratamiento y prevención de pulgas, y el tratamiento y control de garrapatas en perros y cachorros desde las 8 semanas de edad o más, para pesos de 1,8 kilogramos o más. Se aplica una vez al mes.
A diferencia de la mayoría de otros tratamientos de pulga que son aplicados de forma tópica sobre la piel del animal, afoxolaner se administra de forma oral como pastillas con sabor a carne, empezando el envenenamiento de las pulgas tan pronto se empieza a alimentar el animal. Se utiliza por sí solo o en un tratamiento combinado junto a milbemycin oxime.
La FDA reporta que fármacos de esta clase (isoxazolines o isoxazoles) puede tener efectos neurológicos adversos en algunos perros, como temblores, ataxia, y convulsiones.